# Nikitakerk in Taganski
De Nikitakerk in Taganski (Russisch: Храм Никиты Мученика на Швивой горке) of Kerk van de Groot-martelaar Nikita is een Russisch-orthodoxe Kerk in het district Taganski van het Centraal Administratieve Okroeg in Moskou.

## Geschiedenis
De kerk werd gebouwd op een heuvel waar de rivieren de Moskva en de Jauza samenvloeien. De toevoeging in de Russische naam van de kerk betekent "op de heuvel Sjvivoje". Onderzoek van archeologen wees uit dat deze heuvel al in de 10e eeuw werd bewoond. Een kerk gewijd aan de martelaar Nikita werd reeds genoemd in 1476. Het oudste deel van de huidige kerk dateert uit het jaar 1595. In 1684-1685 werden de toren en een kapel gewijd aan de Annunciatie. In de 18e eeuw werd de kerk grotendeels herbouwd en kreeg het een barokker uiterlijk. Nieuwe toevoegingen vonden plaats in 1740 toen kapellen werd gebouwd ter ere van Onufrius de Grote en Petrus van Athos. Er werd nog in 1878-1890 een kapel gebouw aan de noordzijde van de kerk.
De kerk had een open galerij met uitzicht op de Moskva en het Kremlin. Dat uitzicht wordt tegenwoordig deels geblokkeerd door een van Stalins wolkenkrabbers.

## Sovjet-periode
De kerk werd gesloten in 1936. De poort en het hek werden vervolgens gesloopt. Publieke interventie voorkwam echter volledige sloop van het gebouw. In de periode 1958-1960 vond er een restauratie plaats. Tot 1990 was er een filmstudio gehuisvest.

## Heropening
De kerk keerde terug naar de Russisch-orthodoxe kerk in 1991. Hervatting van de erediensten vond plaats in 1992. Poort en het hek werden herbouwd in 1996. In de torens van de poort bevinden zich kapellen van de heilige Panteleimon en Silouan van Athos. De kerk is verbonden met het Russische klooster Heilige Pantaleimon op de berg Athos en toekomstige bewoners van dit klooster bereiden zich hier voor op hun monastieke leven op Athos.

## Externe links

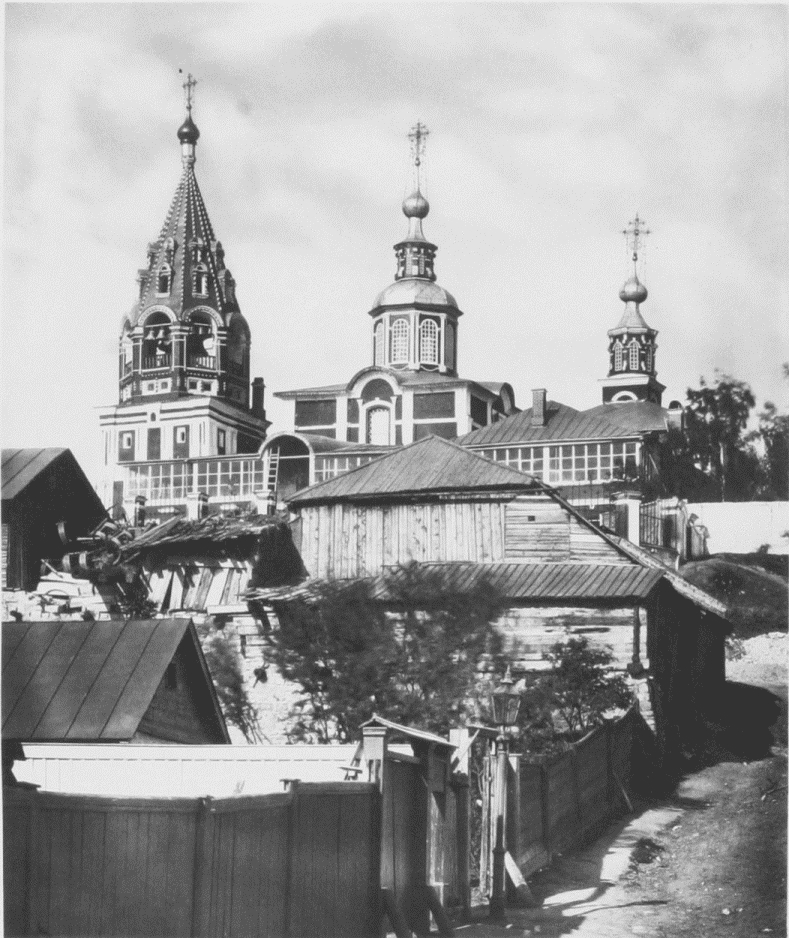
Kerk van de Heilige Nikita, foto:1882
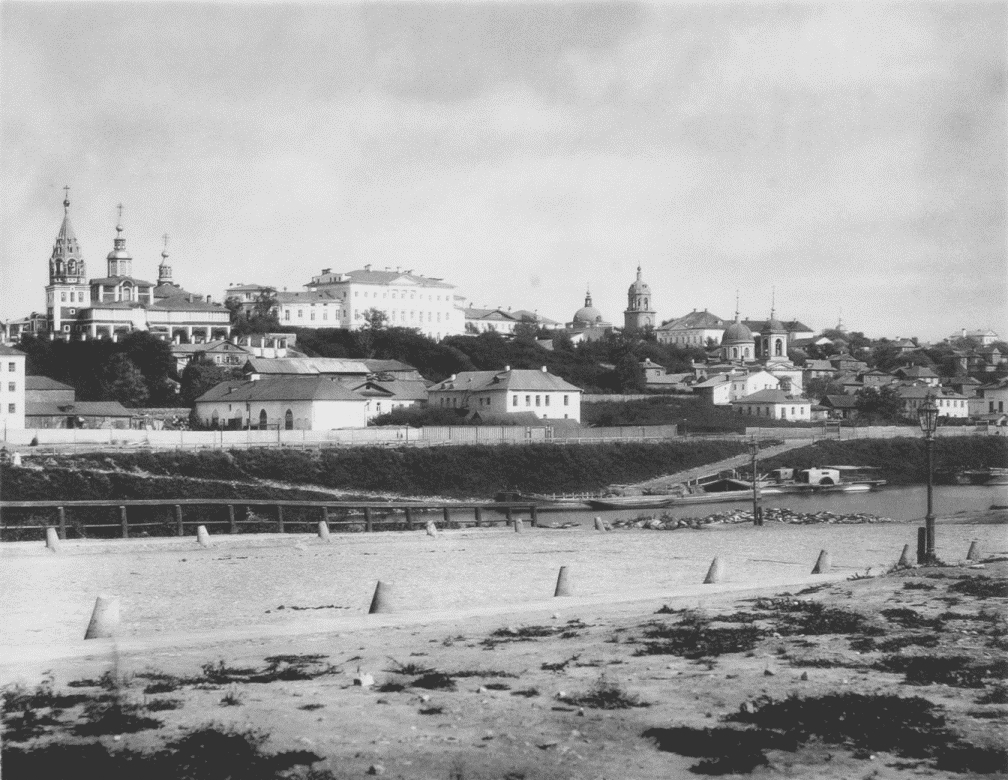
Kerk van de Heilige Nikita (links), foto 1884
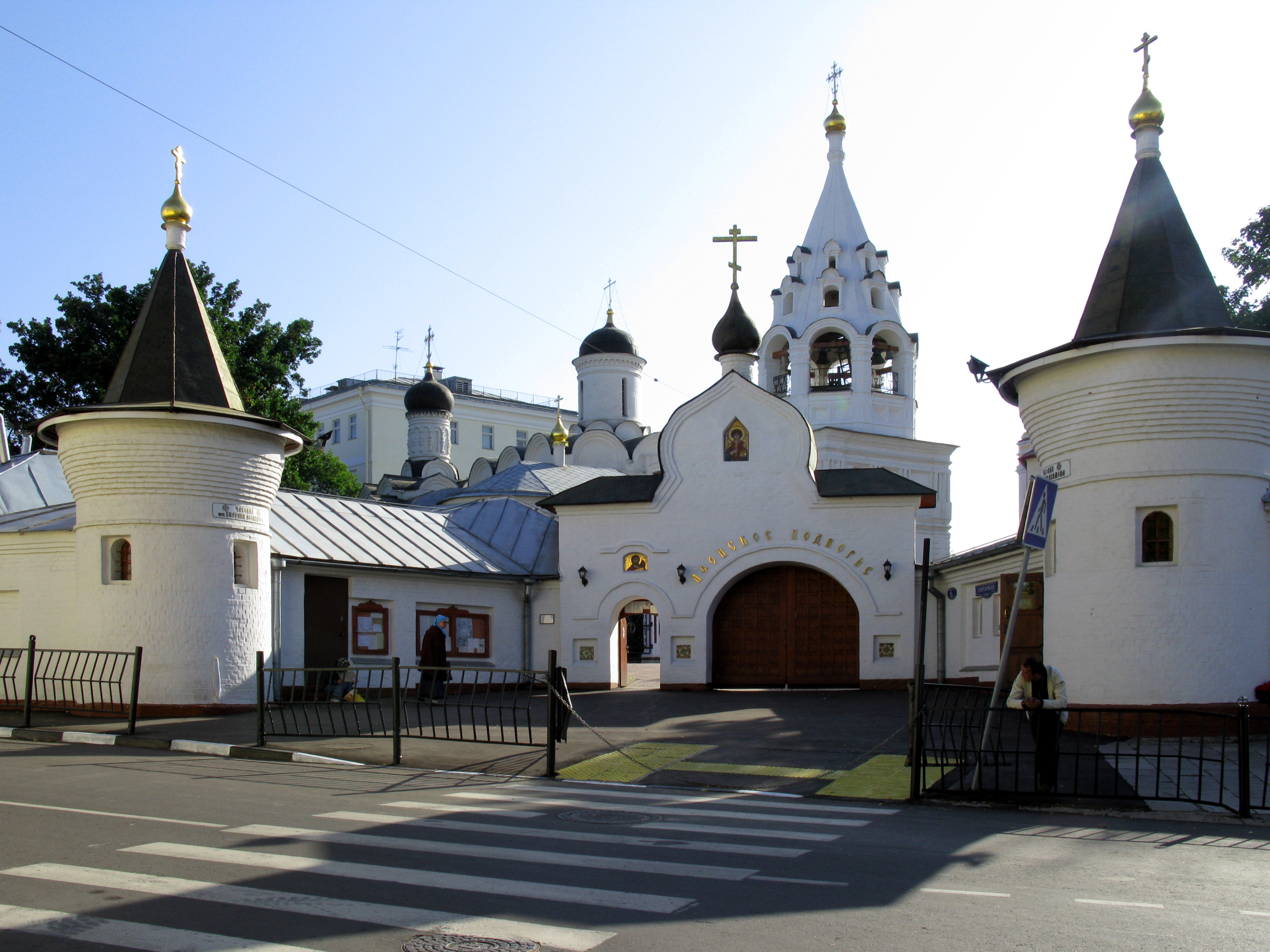
De in 1996 herbouwde poort en torens